# Monts Rumpi
Les monts Rumpi (Rumpi Hills) constituent un massif montagneux de la ligne du Cameroun.

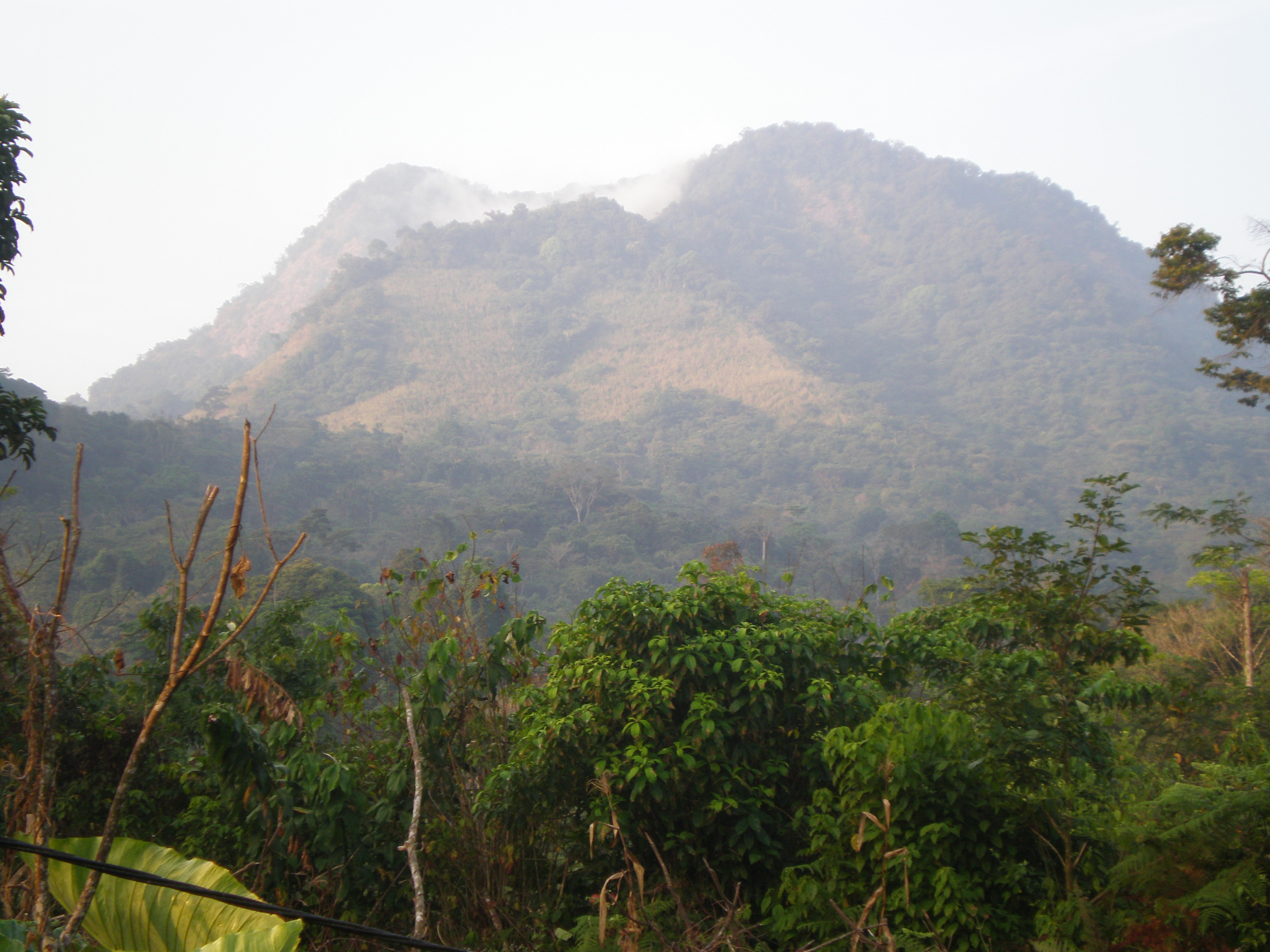
Vue du mont Rata.

Leur point culminant est le mont Rata. Le Moungo y prend sa source.
Ils abritent la Rumpi Hills Wildlife Reserve. On y trouve une espèce endémique, Myosorex rumpii, une sorte de musaraigne, qui leur doit son nom. Elle figure sur la liste rouge de l'UICN, en tant qu'espèce en danger (EN). C'est aussi l'un des quatre sites du Cameroun où l'on trouve la plante Psychotria darwiniana, vulnérable voire en danger critique d'extinction.